# Condado de Embu
El condado de Embu es un condado de Kenia. Se sitúa en el centro del país y su capital es Embu. La población total del condado es de 516 212 habitantes según el censo de 2009.

## Localización
El condado de Embu tiene los siguientes límites:
| Noroeste: Condado de Kirinyaga | Norte: Condado de Tharaka-Nithi | Noreste: Condado de Tharaka-Nithi |
| Oeste: Condado de Kirinyaga    |                                 | Este: Condado de Kitui            |
| Suroeste: Condado de Murang'a  | Sur: Condado de Machakos        | Sureste: Condado de Kitui         |

## Transportes
La principal carretera del condado es la B6, una desviación de la A2 que pasa por el este del monte Kenia en lugar de por el oeste. En este condado, la B6 pasa por la capital Embu, de la cual sale hacia el sureste la B7, que lleva a Kitui y Kibwezi.